# Joe Piscopo
Joseph Charles John Piscopo (pronunciado PIS-co-po ; nacido el 17 de junio de 1951) es un comediante, actor, músico, escritor y presentador de programas de radio estadounidense. Es conocido por su trabajo en Saturday Night Live a principios de la década de 1980, donde interpretó a una variedad de personajes recurrentes. 

## Infancia y adolescencia
Nacido en Passaic, Nueva Jersey, Piscopo creció en North Caldwell y asistió a West Essex High School y fue miembro del club de teatro "The Masquers". Desarrolló una reputación por nunca interpretar un papel tal como fue escrito. Después de graduarse de la escuela secundaria en 1969, Piscopo asistió al Jones College en Jacksonville, Florida, donde recibió un título en gestión de transmisiones.

## Saturday Night Live
En el verano de 1980, Piscopo fue contratado como jugador contratado para Saturday Night Live . El programa había sufrido una gran agitación cuando todos los escritores, los principales productores y los miembros del elenco se fueron esa primavera. El nuevo elenco bombardeado con críticos y fanes, con la excepción de Piscopo y Eddie Murphy ; por lo tanto, fueron los únicos dos miembros del elenco que se quedaron cuando Dick Ebersol se hizo cargo del programa la primavera siguiente. Con el éxito de SNL, Piscopo se mudó al rico distrito de Alpine, Nueva Jersey .
Piscopo se hizo conocido por sus imitaciones de celebridades como Frank Sinatra . Piscopo reescribió la letra de un sketch de Sinatra con la ayuda del letrista de Sinatra Sammy Cahn, y recordó que "por la gracia de Dios, al viejo le encantó".

## Post– Carrera deSaturday Night Live
Piscopo dejó Saturday Night Live al final de la temporada 1983-1984. En 1984, protagonizó un especial para HBO y lanzó un libro para Pocket Books llamado The Piscopo Tapes . Un álbum, New Jersey, para Columbia Records siguió en 1985 y un especial de ABC llamado The Joe Piscopo New Jersey Special en mayo de 1986. En 1987, Piscopo fue mencionado en Tom Petty y en el sencillo de rock número uno de Heartbreakers " Jammin 'Me ". 
Desde enero de 2014, ha presentado Piscopo in the Morning con Al Gattullo, Frank Morano y Debbie DuHaime de 6:00 a 10:00 de lunes a viernes, en AM 970 The Answer (WNYM) en la ciudad de Nueva York.
Para febrero de 2017, Piscopo, partidario del presidente de los Estados Unidos, Donald Trump, estaba considerando postularse como independiente para el gobernador de Nueva Jersey en las elecciones para gobernador de 2017 . Sin embargo, en abril decidió no hacerlo.

## Vida personal
Piscopo se casó con la ex productora de la Wheel of Fortune, Nancy Jones, en 1973. Tuvieron un hijo y se divorciaron en 1988. En 1997, se casó con Kimberly Driscoll, la niñera de su hijo cuando Piscopo se había casado con Jones. Tuvieron tres hijos y se divorciaron en 2006. Piscopo es residente del municipio de Lebanon, Nueva Jersey y ha vivido en el municipio de Tewksbury, Nueva Jersey .

## Filmografía
| Año  | Título                                                | Papel           | Notas          |
| ---- | ----------------------------------------------------- | --------------- | -------------- |
| 1988 | Star Trek: Next Generation, S2E4 The Outrageous Okona | Cómic           |                |
| 1976 | King Kong                                             | Parte de bit    | Sin acreditar  |
| 1977 | American Tickler                                      | Locutor         |                |
| 1984 | The House of God                                      | Dr. Fishberg    |                |
| 1984 | Johnny Dangerously                                    | Danny Vermin    |                |
| 1984 | The Joe Piscopo Special                               | Especial de TV  | Él mismo       |
| 1986 | Julian Lennon: Stick Around                           | Rival           | Video corto    |
| 1986 | New Jersey Vice                                       |                 | Película corta |
| 1986 | The Joe Piscopo New Jersey Special                    | Él mismo        |                |
| 1986 | Wise Guys                                             | Moe Dickstein   |                |
| 1988 | Dead Heat                                             | Doug Bigelow    |                |
| 1992 | Sidekicks                                             | Kelly Stone     |                |
| 1994 | Huck and the King of Hearts                           | Max             |                |
| 1995 | Open Season                                           | Aldea           |                |
| 1995 | Two Bits & Pepper                                     | Zike / Pimienta |                |
| 1995 | Captain Nuke and the Bomber Boys                      | Señor Wareman   |                |
| 2000 | Baby Bedlam                                           | Jack            |                |
| 2001 | Bartleby                                              | Rocoso          |                |
| 2006 | Last Request                                          | Angelo          |                |
| 2006 | Dead Lenny                                            | Louis Long      |                |
| 2013 | How Sweet It Is                                       | Jack Cosmo      |                |
| TBA  | Spring Break '83                                      | El padre de Max |                |

## Imitaciones de celebridades
| - Allen Funt - Andy Rooney - Arnold Schwarzenegger - Barbara Streisand - Bruce Lee - Bruce Springsteen - Carl XVI Gustaf - Howard rizado - Dan Rather - David Hartman - David Letterman - Dean Martin - Don pardo - Donnie Wahlberg - Doug Llewelyn | - Ed McMahon - Ed Sullivan - Eddie Constantine - Frank Sinatra - Geraldo Rivera - Hattie McDaniel - Howard Stern - James G. Watt - Jerry Lewis - Jerry Sandusky - Jesse Jackson - Jim Fowler - Jimmy Carter - Joan Rivers - John Anderson | - John F. Kennedy - John Kenneth Galbraith - John McEnroe - John Newcombe - Karl Malden - Lee Iacocca - Leonard Nimoy - Lorne Greene - Marvin Hamlisch - Pat Cooper - Paul Harvey - Peter Marshall - Peter Yarrow | - Phil Donahue - Papa Juan Pablo II - Rex Reed - Richard Nixon - Robert de Niro - Robin Leach - Ronald Reagan - Steve Lawrence - Sylvester Stallone - Ted Koppel - Tom Carvel - Tom Snyder - Winston Churchill |